# One (canción de U2)
«One» (en español: «Uno») es una canción interpretada por la banda de rock irlandesa U2. Es el tercer tema del séptimo álbum de estudio Achtung Baby (1991) y también ha aparecido en otras recopilaciones como The Best of 1990-2000 (2002) y U218 Singles (2006), respectivamente.
En palabras del propio Bono, One resumía una visión escéptica sobre la ilusión naif de unidad y hermandad en el mundo, más allá de que con el tiempo el uso de la canción fue derivando en un sentido algo más luminoso y positivo, siendo utilizada en infinidad de eventos de caridad. Hoy en día la banda en vivo la utiliza para promocionar hechos vinculados a los derechos humanos y reafirma la posibilidad de una unidad adulta entre pueblos y naciones, destacando que para ello es necesario reconocer las diferencias por sobre la masificación.
El tema mantiene en su letra un tono oscuro e inconformista, y está inspirada en palabras de la propia banda, tanto en la reunificación alemana luego de la caída del muro de Berlín, como en el proceso de crisis de pareja que estaban viviendo los cuatro integrantes del grupo en ese momento. La profunda crudeza de algunas frases junto a una lírica fuertemente emotiva y desgarradora, se suman a un tiempo medio sostenido por una sólida base rítmica, que deriva luego en un in crescendo donde la guitarra de The Edge se destaca sutilmente y la versátil voz de Bono entrega quizás una de sus interpretaciones más logradas. La sumatoria de todo ello, ha hecho del tema un favorito de los fanes de todas las épocas.
La canción fue producida por Brian Eno y coproducida por Daniel Lanois. U2 la tocó en vivo por primera vez el 29 de febrero de 1992 en Florida. One fue calificada por la revista Rolling Stone como la 36.ª mejor canción de todos los tiempos.

## En directo
«One» es una de las canciones que el grupo ha interpretado en más ocasiones en directo. Debutó el 29 de febrero de 1992 en el concierto celebrado en Lakeland, Florida, con el que daba inicio el Zoo TV Tour. La canción ha estado presente en todas las giras de U2 desde entonces y solo se cayó del repertorio en algunos conciertos del Innocence + Experience Tour de 2015.

## Lista de canciones
| N.º | Título                               | Letras      | Música | Productor(es)               | Duración |  |
| 1.  | «One»                                | Bono        | U2     | Daniel Lanois con Brian Eno | 4:36     |  |
| 2.  | «Lady with the Spinning Head (UV1)»  | Bono        | U2     | Paul Barrett                | 3:54     |  |
| 3.  | «Satellite of Love»                  | Lou Reed    | Reed   | The Edge y Barrett          | 4:00     |  |
| 4.  | «Night and Day» (Steel String remix) | Cole Porter | Porter | The Edge y Barrett          | 7:00     |  |

## Posicionamiento en listas
| Listas (1992)                   | Mejor Posición |
| ------------------------------- | -------------- |
| Australian ARIA Singles Chart   | 4              |
| Canadian RPM Top Singles        | 1              |
| Dutch Mega Top 100              | 12             |
| French SNEP Singles Chart       | 13             |
| Irish Singles Chart             | 1              |
| New Zealand Singles Chart       | 3              |
| Swiss Singles Top 100           | 25             |
| UK Singles Chart                | 7              |
| US Billboard Hot 100            | 10             |
| US Billboard Modern Rock Tracks | 1              |
| US Billboard Album Rock Tracks  | 1              |
| US Billboard Adult Contemporary | 24             |

| Listas fin de año (1992) | Posición |
| ------------------------ | -------- |
| U.S. Billboard Hot 100   | 60       |

| Listas (2006)                              | Mejor posición |
| ------------------------------------------ | -------------- |
| Austrian Singles Chart                     | 1              |
| Belgian (Flanders) Singles Chart           | 6              |
| Belgian (Wallonia) Singles Chart           | 10             |
| Czech IFPI Chart                           | 28             |
| Danish Singles Chart                       | 7              |
| Dutch Singles Chart                        | 2              |
| Eurochart Hot 100                          | 3              |
| French SNEP Singles Chart                  | 35             |
| German Singles Chart                       | 6              |
| Irish Singles Chart                        | 2              |
| Italian Singles Chart                      | 2              |
| Norwegian Singles Chart                    | 1              |
| Swedish Singles Chart                      | 27             |
| UK Singles Chart                           | 2              |
| US Billboard Hot 100                       | 86             |
| US Billboard Hot Adult Contemporary Tracks | 36             |
| US Billboard Pop 100                       | 64             |

## Versiones
- En 1993, Michael Stipe de R.E.M. la cantó en vivo junto a Larry Mullen y Adam Clayton.
- Una de las últimas versiones de la canción fue la cantada por Mary J. Blige junto a Bono, incluida en el álbum The Breakthrough de esta cantante, lanzada como sencillo e interpretada en los Grammys del 2006,
- Johnny Cash, famoso cantante country realizó en el año 2001 una versión de One, en su álbum American III: Solitary Man.[9]
- Damien Rice también tiene una colaboración con Bono en la que cantan One.
- Usher y Michelle Chamuel versionaron el tema en 2014.

## Filmografía
Hay varios vídeos de One; el más conocido fue el vídeo dirigido por Anton Corbijn.
También aparece en la BSO de varias películas, entre ellas:
- Say a Little Prayer (1992), película basada en la novela Came Back to Show You I Could Fly de Robin Klein y dirigida por Richard Lowenstein (en los créditos finales).[10]
- The Family Man (2000)[11]

En el 2010 la serie Glee hizo una versión de esta música en el episodio Laryngitis emitido el 11 de mayo de 2010.